# Heartbreaker (cheval)
Pour les articles homonymes, voir Heartbreaker.
Heartbreaker (né le 16 avril 1989 et mort le 10 avril 2021) est un étalon KWPN, l'un des étalons de saut d'obstacles les plus influents aux Pays-Bas et en Belgique. C'est un fils du très célèbre Nimmerdor.

## Histoire
Il naît en 1989 à l'élevage de P. S. Koopmans, à Bozun aux Pays-Bas. Il est repéré poulain par l'éleveur néerlandais Henk Nijhof, qui l'achète à Meinte Jensma. Henk Nijhof ne propose pas Heartbreaker à l'approbation au stud-book KWPN, car de nombreux fils de Nimmerdor sont nés la même année, et présentent d'après lui davantage de qualités d'allures et de taille. Il change d'avis en voyant Heartbreaker sauter, et le propose à l'approbation au stud-book belge BWP, géré par Hubert Hamerlinck, moins regardant sur les allures.
Heartbreaker est approuvé étalon par le BWP en 1992, et donne 63 poulains dès sa première saison de reproduction.
En 2007, il est sacré étalon « ambassadeur de Belgique ».
Il meurt le 10 avril 2021, à l'âge de 32 ans.

## Description
Heartbreaker est un étalon de robe baie, inscrit au stud-book du KWPN. Il toise 1,67 m.

## Origines
Heartbreaker est un fils de l'étalon KWPN Nimmerdor et de la jument Bacarole,. Comme le célèbre étalon Voltaire, il résulte d'un mélange entre lignées allemandes et françaises, avec quelques ancêtres Pur-sang. Le père de Bacarole, Silvano, fut un étalon compétiteur de carrure internationale. Le Selle français Le Mexico est né aux Pays-Bas d'un père français, Mexico, lui-même fils du chef de race Pur-sang Furioso.

## Descendance
Fin 2014, Heartbreaker est considéré comme l'un des étalons reproducteurs de CSO les plus fiables. Les chevaux Quasimodo van de Molendreef, Romanov et Toulon sont ses fils. Il est aussi le grand-père de Grand Cru van de Rozenberg, de G & C Wolf et de Hello Sanctos.
Visualiser la lignée de Heartbreaker sous forme de graphe